# Turenne
Turena, o en francés, Turenne (en occitano, Torèna) es una localidad y comuna francesa situada en el departamento de Correza, en la región de Lemosín.
Su población en el censo de 2008 era de 794 habitantes.
Está integrada en la Communauté d'agglomération de Brive.
Su gentilicio es Viscomtin (viscontino), en honor del vizconde de Turena de quien fue destacado miembro Enrique de la Tour d'Auvergne-Bouillon. 

## Demografía
| 743 | 705 | 699 | 718 | 740 | 742 | 794 |
| Para los censos de 1962 a 1999 la población legal corresponde a la población sin duplicidades (Fuente: INSEE [Consultar]) |     |     |     |     |     |     |